# Vincent Tarzia

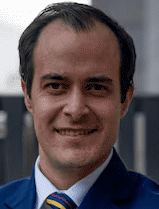
Vincent Tarzia, 2024

Hon. Vincent Anthony Tarzia (* 24. September 1986 in Rose Park, South Australia) ist ein australischer Politiker der Liberal Party, der seit 2014 Mitglied des South Australian House of Assembly ist sowie zwischen 2018 und 2020 dessen Sprecher war.

## Leben

### Rechtsanwalt und Mitglied desSouth Australian House of Assembly
Vincent Anthony Tarzia absolvierte nach dem Besuch der St Joseph’s School in Payneham und des Rostrevor College an der University of Adelaide ein Studium der Rechts- und Wirtschaftswissenschaften mit dem Schwerpunkt Corporate Finance und erwarb zudem ein Abschlussdiplom in Rechtspraxis. Nach seiner anwaltlichen Zulassung nahm er eine Tätigkeit als Solicitor auf und befasste sich dabei insbesondere mit den Themen Fondsmanagement und Handelsrecht. Er engagierte daneben sich in zahlreichen Institutionen und Vereinen wie dem Norwood Football Club, der Veteranenorganisation RSL (Returned and Services League of Australia) von Pakenham, dem Campbelltown Rotary Club, dem Altavilla Spots and Social Club Inc. sowie der Law Society of South Australia.
Tarzia wurde bei den Wahlen am 15. März 2014 im Wahlkreis Hartley erstmals zum Mitglied des South Australian House of Assembly gewählt, des Unterhauses des Parlaments von South Australia, und konnte sich dabei gegen die bisherige Wahlkreisinhaberin Grace Portolesi von der Australian Labor Party (ALP) durchsetzen. Bei der darauf folgenden Wahl am 17. März 2018 konnte er sich nach Berücksichtigung der sogenannten „Two Candidate Preferred“-Auswertung mit 12.316 Stimmen (57,8 Prozent) erneut gegen die nunmehrige Herausforderin Grace Portolesi, auf die 9007 Stimmen (42,2 Prozent) entfielen. Bei der Wahl am 19. März 2022 wurde er nach der „Two Candidate Preferred“-Auswertung mit 12.179 Stimmen (53,6 Prozent) abermals zum Mitglied der Legislativversammlung gewählt. Er ist seit Beginn seiner Parlamentszugehörigkeit in der 53. Legislaturperiode seit dem 6. Mai 2014 Mitglied des Ausschusses für Kriminalität und öffentliche Integrität und war ferner vom 9. Februar 2016 bis zum 2. Mai 2018 des Ausschusses für Wirtschaft und Finanzen.

### Sprecher der Legislativversammlung und Minister
In der darauf folgenden 54. Legislaturperiode wurde Vincent Tarzia am 3. Mai 2018 als Nachfolger des ALP-Politikers Michael Atkinson als Speaker zum Sprecher des House of Assembly gewählt und bekleidete das Amt des Parlamentspräsidenten bis zum 28. Juli 2020, woraufhin sein Parteifreund Josh Teague am 8. September 2020 dieses Amt übernahm. Zugleich war er vom 3. Mai 2018 bis zum 28. Juli 2020 kraft Amtes Mitglied des Mitglied des Gemeinsamen Ausschusses für parlamentarische Dienste sowie des Geschäftsordnungsausschusses sowie darüber hinaus zwischen dem 3. Mai 2018 und dem 8. September 2020 Mitglied des Ausschusses für gesetzliche Amtsträger.
Am 29. Juli 2020 wurde Tarzia nach Beendigung der Sprecher-Tätigkeit in die Regierung von Premierminister Steven Marshall berufen und fungierte in dieser bis zum 21. März 2022 als Minister für Polizei, Rettungs- und Justizvollzugsdienste (Minister for Police, Emergency Services and Correctional Services) sowie als Mitglied des Exekutivrates (Executive Council). Nach der Wahlniederlage der Liberalen Partei bei den Parlamentswahlen am 19. März 2022 wurde er am 21. April 2022 in das Schattenkabinett des neuen Parteivorsitzenden und Oppositionsführers David Speirs berufen und fungiert in diesem seither als „Schattenminister für Straßensicherheit“, „Schattenminister für Infrastruktur und Verkehr“ sowie als „Schattenminister für Sport, Freizeit und Rennen“. Darüber hinaus ist er seit dem 3. Mai 2022 außerdem Mitglied des Ausschusses für öffentliche Arbeiten.

## Weblink
- Hon Vincent Tarzia. In: Parlament von South Australia. Abgerufen am 31. März 2024 (englisch).